# Новий Градаць
Новий Градаць (хорв. Novi Gradac) — населений пункт у Хорватії, у Вировитицько-Подравській жупанії у складі громади Градина.

## Населення
Населення за даними перепису 2011 року становило 167 осіб.
Динаміка чисельності населення поселення:

## Клімат
Середня річна температура становить 11,36 °C, середня максимальна – 25,10 °C, а середня мінімальна – -5,38 °C. Середня річна кількість опадів – 728 мм.
| Клімат поселення                              | Клімат поселення | Клімат поселення | Клімат поселення | Клімат поселення | Клімат поселення | Клімат поселення | Клімат поселення | Клімат поселення | Клімат поселення | Клімат поселення | Клімат поселення | Клімат поселення | Клімат поселення |
| Показник                                      | Січ.             | Лют.             | Бер.             | Квіт.            | Трав.            | Черв.            | Лип.             | Серп.            | Вер.             | Жовт.            | Лист.            | Груд.            |                  |
| Середній максимум, °C                         | 5,96             | 7,97             | 12,64            | 17,23            | 22,86            | 25,10            | 25,09            | 24,92            | 20,26            | 15,12            | 9,57             | 4,98             |                  |
| Середня температура, °C                       | 0,30             | 2,28             | 6,96             | 11,56            | 17,20            | 19,42            | 21,54            | 21,37            | 16,72            | 11,56            | 6,01             | 1,44             |                  |
| Середній мінімум, °C                          | −5,38            | −3,41            | 1,28             | 5,89             | 11,51            | 13,76            | 17,99            | 17,82            | 13,16            | 8,02             | 2,48             | −2,12            |                  |
| Норма опадів, мм                              | 42               | 37               | 44               | 58               | 71               | 88               | 70               | 73               | 61               | 60               | 71               | 53               |                  |
| Середньомісячна швидкість вітру, м/с          | 2.30             | 2.56             | 2.90             | 2.77             | 2.50             | 2.30             | 2.20             | 2.00             | 2.03             | 2.10             | 2.26             | 2.34             |                  |
| Середньомісячна сонячна радіація, кДж/м²·день | 4079             | 6888             | 10727            | 15228            | 19361            | 21290            | 22187            | 19689            | 14609            | 8991             | 4589             | 3360             |                  |
| --------------------------------------------- | ---------------- | ---------------- | ---------------- | ---------------- | ---------------- | ---------------- | ---------------- | ---------------- | ---------------- | ---------------- | ---------------- | ---------------- | ---------------- |
| Джерело:                                      |                  |                  |                  |                  |                  |                  |                  |                  |                  |                  |                  |                  |                  |